# Huerta de Valdecarábanos (kommun)
Huerta de Valdecarábanos är en kommun i Spanien.   Den ligger i provinsen Toledo och regionen Kastilien-La Mancha, i den centrala delen av landet, 70 km söder om huvudstaden Madrid. Antalet invånare är 1 900.